# Kritolaos
Kritolaos (ca. 200 v.Chr.-ca. 111 v.Chr.) was een peripatetische filosoof uit de tweede eeuw v.Chr.
Kritolaos was afkomstig uit Phalesis, een griekse kolonie in Lycië. Hij studeerde filosofie in Athene bij Ariston van Chios, wiens opvolger hij werd aan het hoofd van de Peripatetische school. Hij was erg vermaard bij de Atheners als filosoof, redenaar en politicus. In 155 v.Chr. werd hij samen met Carneades en Diogenes van Babylon naar Rome gestuurd om in beroep te gaan tegen een boete die opgelegd werd door de Romeinen omwille van de verwoesting van Oporos. Ze slaagden in hun opzet en de gezanten verwierven veel aanzien in Rome, niet enkel bij de jeugdige Romeinen, maar ook bij illustere staatsmannen als Scipio de Jongere, Gaius Laelius, Furius en anderen. De doctrines van de Griekse gezanten waren zo vernieuwend dat de oude garde onder de Romeinen ze als gevaarlijk bestempelden voor de deugd van de Romeinse burgers. Het kwam zelfs zo ver dat Cato de senaat verzocht hun zo snel mogelijk weg te sturen uit de stad.
Over de rest van Kritolaus' leven is vrijwel niets bekend. Wel is ons via Lucianus bekend dat hij stierf voor de aankomst van Lucius Licinius Crassus in Athene in 111 v.Chr.

## Filosofische leer
Kritolaos had bijzondere aandacht voor retorica. Hij beschouwde het echter, net als Aristoteles, niet als een wijsheid, maar louter als een kunde. Cicero spreekt zich lovend uit over zijn welbespraaktheid (Quintil., II 15 § 23, 17 § 15 ; Sext. Empir., adv. Matkem. II 12, p. 291; Cic., de Fin. V 5.). Naast retoriek was Kritolaos werkzaam op het gebied van de moraalfilosofie, waar hij het systeem van Aristoteles aanvulde. Algemeen gezien week hij weinig af van het gedachtegoed van de grondlegger van de Peripatetische school. Op sommige vlakken week hij echter sterk af van de weg van zijn voorgangers. Hij verdedigde bijvoorbeeld de opvatting dat genot een moreel kwaad was. Daarnaast stelde hij ook dat de ziel opgebouwd was uit aether. Het einde van het bestaan bestond voor hem uit de algemene perfectie van het natuurlijke leven. Volgens Cicero (Tusculanae Quaestiones) stelde hij de ziel hiërarchisch volledig boven het materiële.
Tegenover de Stoïcijnen verdedigde hij de Peripatetische doctrine van de eeuwigheid van de wereld en de onvernietigbaarheid van de menselijke soort. Er worden geen veranderingen waargenomen in de natuurlijke orde van de dingen. De mensheid herschept zichzelf steeds op dezelfde manier, volgens het voorbeeld dat in de natuur voorhanden is. En hoewel er diverse onvolmaaktheden zijn, die dodelijk kunnen zijn voor individuen, slagen deze er niet in de soort in haar geheel te veranderen. Net zoals het absurd is te denken dat de mens volledig voortkomt als erfgenaam van de aarde, zo ook is haar volledige vernietiging ondenkbaar. De wereld, als een manifestatie van een eeuwige orde, moet zelf onsterfelijk zijn.

## Referentie
- A. Stahr, art. Critolaus (1), in W. Smith (ed.), A dictionary of Greek and Roman biography and mythology, I, Boston, 1867, p. 894.

- Bibsys: 95000949
- Bibliothèque nationale de France: cb12348201m (data)
- Catàleg d'autoritats de noms i títols de Catalunya: 981058515241306706
- Gemeinsame Normdatei: 118724509
- International Standard Name Identifier: 0000 0000 0031 0894
- Réseau des bibliothèques de Suisse occidentale: 02-A003144146
- Istituto Centrale per il Catalogo Unico: RMSV109913
- Système universitaire de documentation: 03245564X
- Virtual International Authority File: 51764002